# Here Without You
Here Without You је трећи сингл са албума  Away from the Sun америчке групе 3 Doors Down.
Песма је један од синглова који су се најдуже задржали на америчкој листи најпродаванијих синглова (AT40 - American Top 40) , са 60 недеља у врху листе, а у једном тренутку је достигла и пето место. Kryptonite и When I'm Gone су једини синглови групе који су достигли више место на листи. Проглашена је четвороструко платинастом и најуспешнији је сингл са албума Away from the Sun.
Ово је други најпродаванији сингл у САД свих времена са 6 милиона продатих копија – једино је Candle In The Wind Елтона Џона премашио овај успех са 11 милиона.